# Anketrakabe
Anketrakabe is een plaats in Madagaskar gelegen in het district Antsiranana II van de regio Diana. In 2001 telde de plaats bij de volkstelling 2933 inwoners.
In de plaats is basisonderwijs beschikbaar. 60% van de bevolking is landbouwer en 40% is werkzaam in de veeteelt. Het belangrijkste gewas is mais, maar er worden ook pinda's en rijst verbouwd.